# Seinei Tennō
Seinei Tennō (清寧天皇?) fue el vigésimo segundo emperador del Japón según el orden tradicional de sucesión. No existen pruebas suficientes acerca de este emperador o de su reinado, pero se cree que gobernó el país a finales del siglo V. Formalizó los festivales de la cosecha celebrados el 23 de noviembre, llamados actualmente Labor Thanksgiving Day.
Según el Kojiki y el Nihonshoki, fue hijo de Yūryaku Tennō. Su nombre de nacimiento fue Shiraka. Después de la muerte de su padre, ganó la disputa del trono con su hermano el príncipe Hoshikawa y así sucedió a su padre. Reinó entre 480 y 484.
No tuvo hijos propios, sin embargo, dos nietos de Richū Tennō, el príncipe Oke (Ninken Tennō) y el príncipe Woke (Kenzō Tennō) fueron hallados y adoptados por Seinei Tennō como sus herederos.
Su tumba estaba en la provincia de Kawachi, en lo que es actualmente el este de la prefectura de Osaka.